# Championnats de France d'escrime 2016
Navigation
Édition précédente Édition suivante
Les championnats de France d'escrime 2016 ont eu lieu sur deux week-ends, les 30 avril et 1er mai à Pau puis les 7 et 8 mai à Bourg-la-Reine et à Saint-Paul-Trois-Châteaux. Six épreuves figurent au programme, trois masculines et trois féminines.

## Liste des épreuves
- Sabre masculin et sabre féminin :
  - les épreuves ont eu lieu à Pau les 30 avril et 1er mai en même temps que les épreuves par équipes.
- Fleuret masculin et fleuret féminin :
  - les épreuves ont eu lieu à Bourg-la-Reine les 7 et 8 mai 2016 en même temps que les épreuves par équipes.
- Épée masculine et épée féminine :
  - les épreuves ont eu lieu à Saint-Paul-Trois-Châteaux les 7 et 8 mai 2016 en même temps que les épreuves par équipes.

## Classements

### Sabre
| Épreuves           | Or                                                                         | Argent                                                                                     | Bronze                                                                                                  |
| ------------------ | -------------------------------------------------------------------------- | ------------------------------------------------------------------------------------------ | --- |
| Sabre              |                                                                            |                                                                                            | |
| Hommes individuel  | Nicolas Rousset Dijon CE                                                   | Jean-Philippe Patrice Tarbes ATE                                                           | Boladé Apithy Dijon CE Tom Seitz Paris USM                                                              |
| Hommes par équipes | Dijon CE- Nicolas Rousset - Boladé Apithy - Yémi Apithy - Thomas Leveque   | Section paloise- Julien Médard - Fernando Casares - Clément Cambeilh - Romain Miramon-Choy | Amicale tarbaise d'escrime- Jean-Philippe Patrice - Fabien Ballorca - Charles Colleau - Maxence Lambert |
| Femmes individuel  | Charlotte Lembach Strasbourg UC                                            | Margaux Rifkiss Paris ATP                                                                  | Saoussen Boudiaf Roubaix CE Océane Chery-Emmanuel Gisors 3A                                             |
| Femmes par équipes | CE Orléans- Cécilia Berder - Manon Brunet - Laura Reguigne - Marion Stoltz | Roubaix CE- Saoussen Boudiaf - Aissatou Anne - Alejandra Benítez - Sofia Castillo          | Paris USM- Azza Besbes - Amandine Chapuis - Charleine Taillandier - Ophélie Virlogeux                   |

### Épée
| Épreuves           | Or                                                                                        | Argent                                                                                             | Bronze                                                                           |
| ------------------ | ----------------------------------------------------------------------------------------- | -------------------------------------------------------------------------------------------------- | -------------------------------------------------------------------------------- |
| Epée               |                                                                                           | |                                                                                  |
| Hommes individuel  | Gauthier Grumier Levallois SC                                                             | Alexandre Blaszyck VGA St Maur                                                                     | Virgile Marchal Levallois SC Ivan Trevejo St Gratien                             |
| Hommes par équipes | Escrime Saint Gratien- Ivan Trevejo - Alex Fava - Nelson Lopez-Pourtier - Arthur Philippe | Escrime Rodez Aveyron- Alexandre Bardenet - Mathias Biabiany - Jonathan Bonnaire - Fabrice Jeannet | Levallois SC- Gauthier Grumier - Yannick Borel - Ronan Gustin - Ulrich Robeiri   |
| Femmes individuel  | Coraline Vitalis Levallois SC                                                             | Maureen Nisima Aulnay CE                                                                           | Marie-Florence Candassamy Paris UC Auriane Mallo Lyon Épée                       |
| Femmes par équipes | Beauvais ACA- Mary Cohen - Dimodi Laurence Épée - Mélissa Goram - Hélène Ngom             | Lyon Epée Métropole- Auriane Mallo - Zoé Boullanger - Pauline Brunner - Camille Nabeth             | Levallois SC- Coraline Vitalis - Amélie Awong - Sarah Daninthe - Alexandra Ndolo |

### Fleuret
| Épreuves           | Or | Argent                                                                                     | Bronze                                                                                |
| ------------------ | --- | ------------------------------------------------------------------------------------------ | ------------------------------------------------------------------------------------- |
| Fleuret,           | |                                                                                            |                                                                                       |
| Hommes individuel  | Erwann Le Péchoux Pays d'Aix Escrime                                                                  | Vincent Simon Rueil Malmaison                                                              | Enzo Lefort CE Melun Val de Seine Jérémy Cadot Hénin-Beaumont                         |
| Hommes par équipes | Bourg-la-Reine- Jean-Paul Tony Helissey - Miles Chamley-Watson - Jérôme Jault - Pierrick Saint-Bonnet | Pays d'Aix Escrime- Erwann Le Péchoux - Marcel Marcilloux - Virgile Collineau - Tino Farcy | Rueil Malmaison- Vincent Simon - Julien Mertine - Victor Sintès - Anthony Aurey       |
| Femmes individuel  | Ysaora Thibus Bourg la Reine                                                                          | Pauline Ranvier CE Melun Val de Seine                                                      | Astrid Guyart CE Melun Val de Seine Jéromine Mpah-Njanga Aubervilliers                |
| Femmes par équipes | Bourg-la-Reine- Ysaora Thibus - Inès Boubakri - Gaëlle Gebet - Chloé Jubenot                          | Antony SE- Elisa Vardaro - Ilona Henaff - Céline Molinaro - Mathilda Devillers             | CE Melun Val de Seine- Astrid Guyart - Pauline Ranvier - Maud Rouas - Julie Mienville |